# Leptotrichum brachycarpum
Leptotrichum brachycarpum là một loài rêu trong họ Ditrichaceae. Loài này được Hampe Kindb. mô tả khoa học đầu tiên năm 1888.